# برونو هوغر
برونو هوغر (بالفرنسية: Bruno Huger)‏ مواليد 10 أغسطس 1962 في فرنسا، هو دراج فرنسي سابق.

## روابط خارجية
- برونو هوغر على موقع أرشيف الدراجات (الإنجليزية)
- برونو هوغر على موقع إحصائيات الدراجات الإحترافية (الإنجليزية)